# HD 162337
HD 162337，又名CP-81 799，SAO 258787、HR 6646，是一颗恒星，视星等为6.35，位于銀經312.15，銀緯-25.13，其B1900.0坐标为赤經17h 45m 26.2s，赤緯-81° -25.13′ 27″。